# J-Site
J-Site er navnet på  radarstationen BMEWS (Ballistic Missile Early Warning System) ca. 10 km nordøst for Thule Air Base.
Radarstationen ligger ved Wolstenholme Fjord.
Radarstationen er fuldstændig uafhængig af  Thule Air Base.  
Den gamle radarstation fra 1961 er nu nedrevet og erstattet af en ny og endnu bedre radar.
Før kunne man se en dør på 5000 km afstand, nu kan man se en fodbold på 5000 km afstand.
Sammen med Clear Fairbanks, Alaska og RAF Fylingdales i Yorkshire, England  udgør de et samlet radarnetværk
Meddelserne går til NORAD (North American Aerospace Defense Command) i Cheyenne Mountain Colorado i USA.
GL 76°34′10″N 68°17′36″V / 76.56944°N 68.29333°V